# Johann Lengoualama
Johann Lengoualama (29 de setembro de 1992) é um futebolista profissional gabonense que atua como atacante.

## Carreira
Johann Lengoualama fez parte do elenco da Seleção Gabonense de Futebol na Campeonato Africano das Nações de 2015.